# Mamadou Diop (futbolista nacido en 2000)
Mamadou Diop (Guédiawaye, 3 de enero de 2000) es un futbolista senegalés, nacionalizado mauritano, que juega en la demarcación de portero para el Grenoble Foot 38 de la Ligue 2.

## Selección nacional
El 11 de octubre de 2024 hizo su debut con la selección de Mauritania en un partido de clasificación para la Copa Africana de Naciones de 2025 contra Egipto que finalizó con un resultado de 2-0 a favor del combinado egipcio tras los goles de Trézéguet y Mohamed Salah.

## Clubes
| Club                | País    | Año       | Partidos | Goles |
| ------------------- | ------- | --------- | -------- | ----- |
| Istres FC           | Francia | 2018-2019 | 1        | 0     |
| FC Gueugnon         | Francia | 2019-2021 | 3        | 0     |
| FC Chambly          | Francia | 2021-2022 | 11       | 0     |
| Grenoble Foot 38 II | Francia | 2022-2024 | 28       | 0     |
| Grenoble Foot 38    | Francia | 2024-     | 31       | 0     |